# Solanum affine
Solanum affine är en potatisväxtart som beskrevs av Otto Sendtner. Solanum affine ingår i släktet skattor som ingår i familjen potatisväxter. Inga underarter finns listade i Catalogue of Life.